# 阿格尼丝·穆尔黑德
阿格尼丝·穆尔黑德（英語：Agnes Moorehead，1900年12月6日—1974年4月30日），女，美国演员。曾获得黄金时段艾美奖戏剧类电视系列剧最佳女配角。